# Jukka Toijala
Jukka Mikael Toijala (Kouvola, 9 maggio 1972) è un ex cestista e allenatore di pallacanestro finlandese.

## Carriera
Ha guidato l'Estonia ai Campionati europei del 2022.

## Palmarès

### Giocatore

#### Squadra
- Campionato finlandese: 3

Kouvot Kouvola: 1994-95, 1998-99, 2003-04
- Coppa di Finlandia: 1

Lahden NMKY: 2000

#### Individuale
- Korisliiga MVP: 1

Joensuum Kataja: 2001-02

### Allenatore

#### Squadra
- Coppa di Finlandia: 2

Joensuun Kataja: 2011, 2012

#### Individuale
- Korisliiga allenatore dell'anno: 1

Kouvot Kouvola: 2007-08